# Checkwriter
Een checkwriter of chequeschrijfmachine is een apparaat om bedragen onvervalsbaar op wissels, cheques en kwitanties te schrijven. 

## Geschiedenis
De opdrachtgever van een cheque of ander betaalmiddel diende er wel voor te waken dat de houder (de ontvanger die het geld kwam innen) niet stiekem van het cijfer 3 een 8 ging maken. Op die wijze werd er door de bank veel te veel aan de inner uitbetaald. Daarom kwamen er rond 1850 ponsmachines op de markt waarmee men - naast het geschreven bedrag in cijfers - dit ook in gaatjes in de cheque kon ponsen, zoals de checkperforator van Abbott uit 1889. Dat was niet helemaal feilloos en verzwakte ook het waardepapier. Daarom moesten de opdrachtgevers voortaan van de bank - naast het geschreven bedrag in cijfers - ook het bedrag in letters op de cheque schrijven, dus naast bijvoorbeeld 385 gulden en 75 cent moest achter het woord zegge geschreven worden: drie-honderd-vijf-en-tachtig gulden en vijf-en-zeventig centen. 

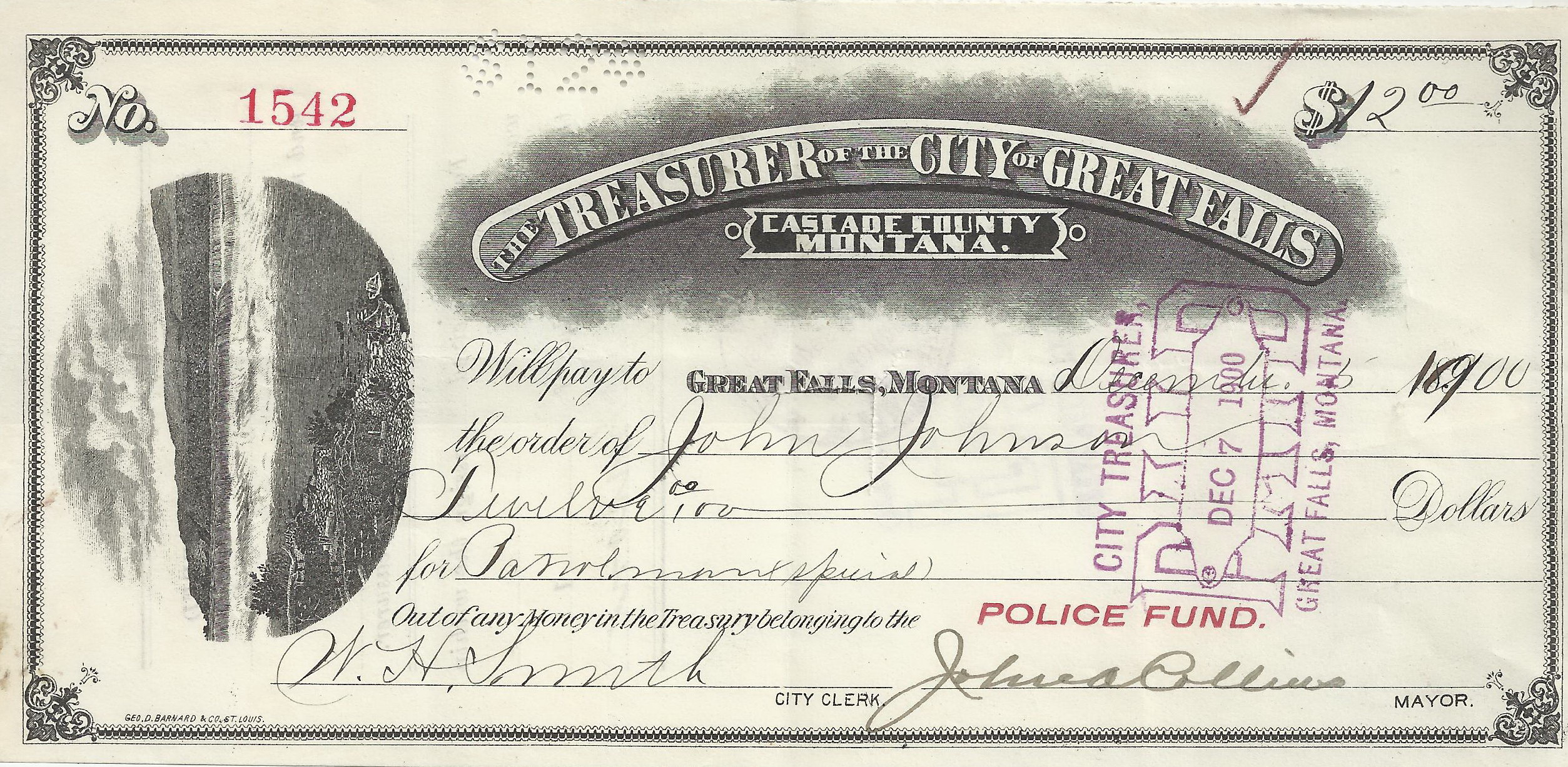
Check beschreven met Abbott Checkpunch naast Nr1542

Maar vervalsers van de bedragen waren heel vindingrijk. Dus kwam er een soort veiligheidsstempel, zoals de Embosser of Macerator van 1895, waarmee men met een klap op de geschreven waardetekst sloeg zodat de inkt - bij naderhand aangebrachte wijzigingen - ging vloeien, wat de correctie of vervalsing aan het licht bracht en daarmee de cheque waardeloos maakte. Dat was de goedkope beveiliging. Dit leidde ertoe dat er dure chequeschrijfmachines of checkwriters kwamen - tussen 300 tot 450 Duitse Mark - die het bedrag in letters op de cheque konden schrijven én tegelijk die tekst licht perforeerden: een onuitwisbare en onveranderbare tekst bleef.

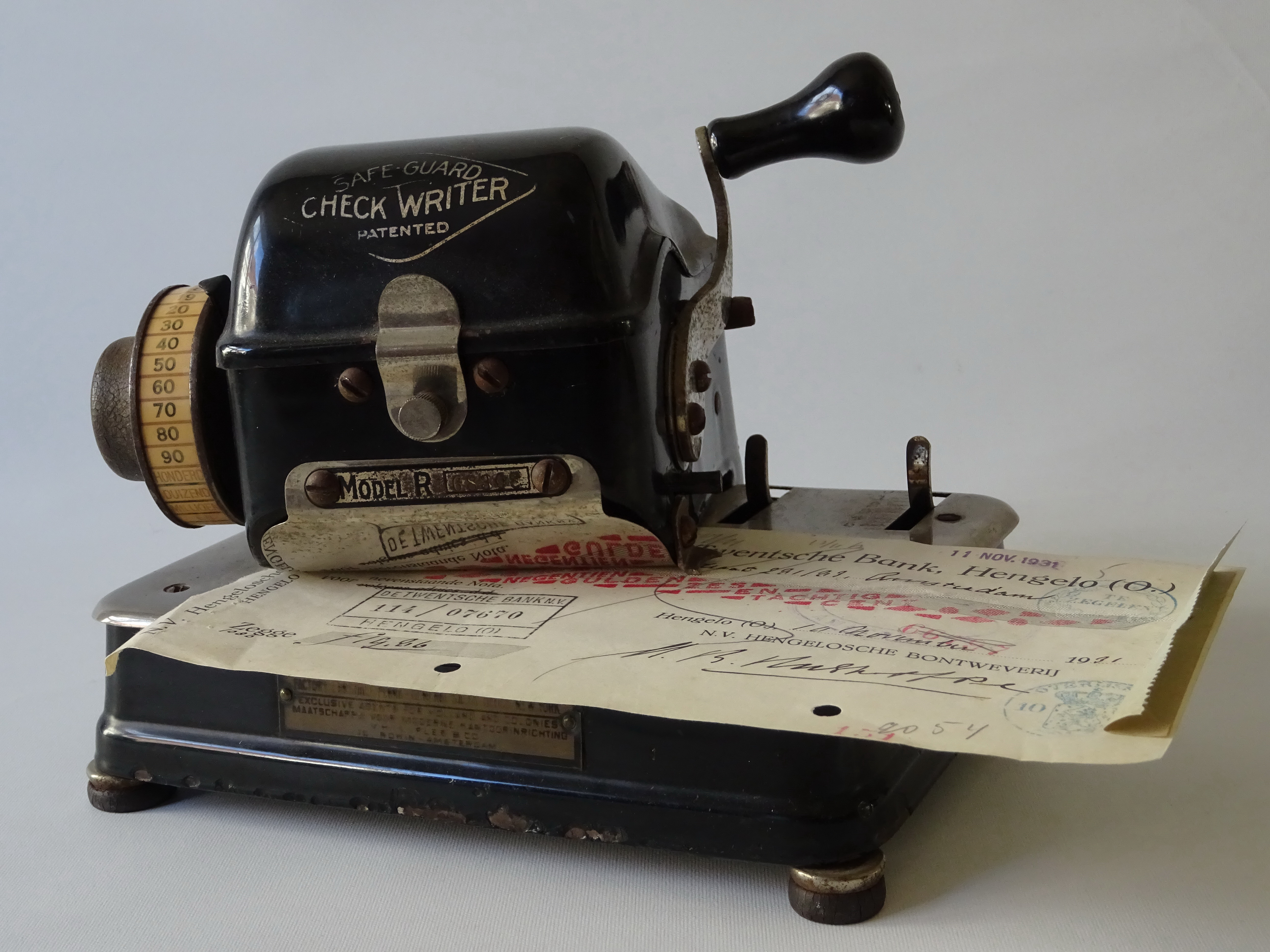
Checkwriter, merk Safe Guard, met een daarmee beschreven check

De Safeguard Checkwriter is van 1917. De fabriek was een van de marktleiders op dit gebied. Een andere fabriek kwam met de Peerless Checkwriter rond 1915, welke de munteenheid in dollars schrijft. Een nieuwe marktleider in de jaren twintig werd George Walter Todd, geboren in 1860 in Pultneyville, NY, USA. Hij produceerde de door zijn twee jaar jongere broer ontworpen Todd Protectograph in 1923. Door de lengte van het apparaat konden er ook brieven gebruikt worden, waarop dan in het midden het bedrag kwam te staan. De Peerless Checkwriter van 1915 werd later ook overgenomen door Todds bedrijf. Vanzelfsprekend waren de chequeschrijfmachines voor allerlei monetaire stelsels en talen leverbaar, dus met de tekst Gulden, Mark, Dollar enzovoort. 

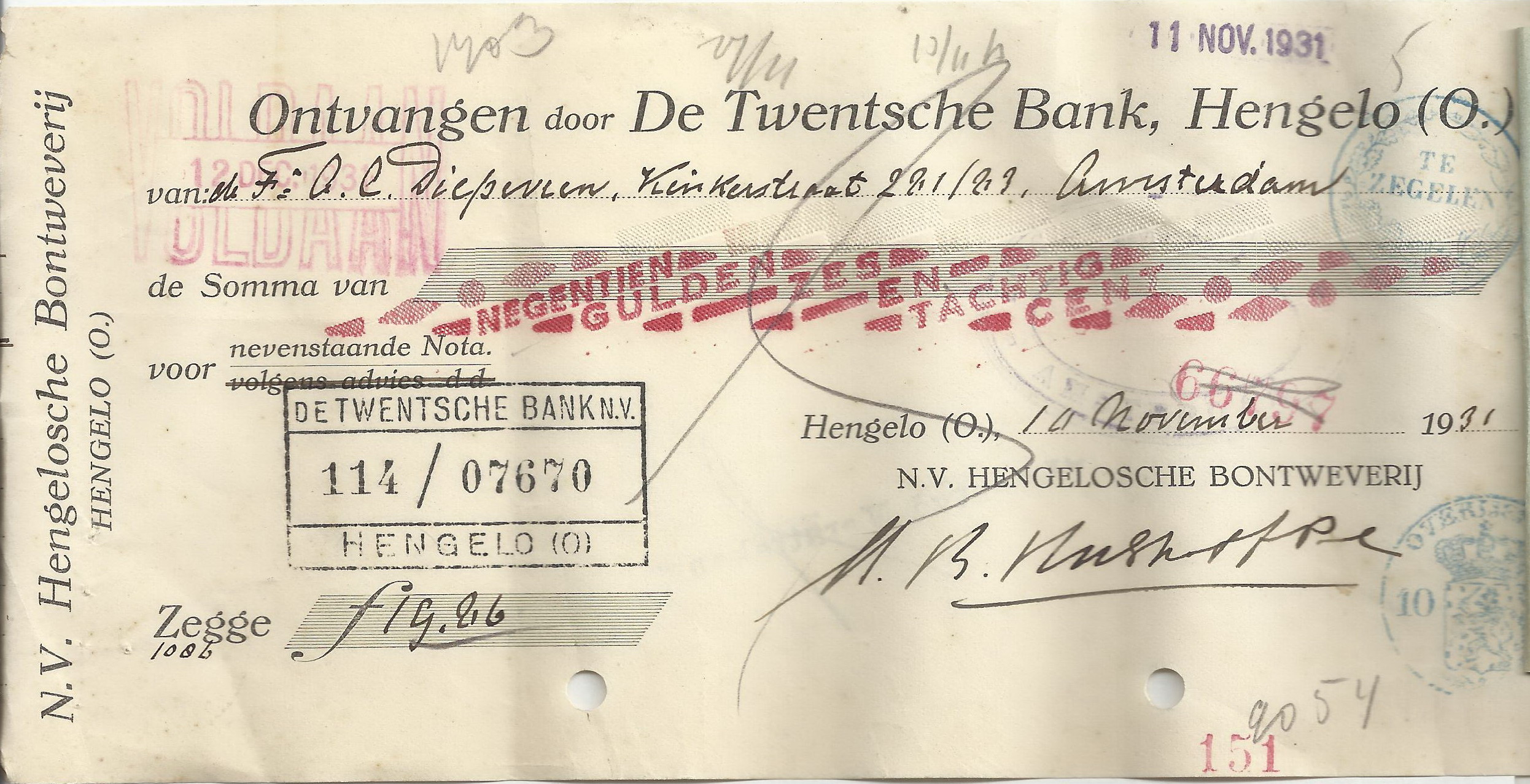
Check beschreven met de SafeGuard Checkwriter

Bij bankpersoneel waren chequeschrijfmachines niet populair om zelf mee te werken. Als men het bedrag "drie-honderd-vijf-tachtig gulden en vijf-en-zeventig centen" schreef kon je de cheque verscheuren en opnieuw, maar dan op de juiste wijze: "drie-honderd-vijf-en-tachtig gulden en vijf-en-zeventig centen" invullen omdat de bedragen foutloos geschreven moesten worden. 
Het huidige computertijdperk maakt de chequeschrijfmachine overbodig, maar een softwarefabrikant gebruikt de naam nu voor een beveiligingsprogramma.